# Erich Juskowiak
Erich Juskowiak est un footballeur allemand, né le 7 septembre 1926 à Oberhausen et mort le 1er juillet 1983 à Düsseldorf. Il évolue au poste de défenseur et compte 31 sélections pour quatre buts inscrits en équipe d'Allemagne.

## Carrière
Après avoir combattu pendant la Seconde Guerre mondiale où il survit à une blessure à la tête, il commence sa carrière de footballeur comme attaquant dans le club de RW Oberhausen. Replacé en défenseur latéral, il attire l'œil du sélectionneur de l'équipe nationale Sepp Herberger qui le convoque en 1951 contre le Luxembourg.
Il ne revient en sélection que trois ans plus tard, après la Coupe du monde 1954 et alterne entre la gauche et la droite de la défense, jusqu'en 1957 où il se fixe à gauche et devient un des meilleurs défenseurs du pays. Reconnu pour sa lourde frappe, il était surnommé « le marteau ».
Le sommet de sa carrière est atteint en 1958 lorsqu'il participe à la Coupe du monde. En demi-finale, il se venge de son vis-à-vis, le Suédois Kurt Hamrin et est expulsé. Il est le premier joueur allemand à recevoir un carton rouge lors d'une phase finale de coupe du monde.
Il arrête sa carrière en 1962, miné par les blessures. Lors de son dernier match avec le Fortuna Düsseldorf, il se dispute avec les supporters adverses et quitte le terrain avant la fin du match. Il meurt d'une crise cardiaque au volant de sa voiture en 1983. Un an plus tôt, il s'était rendu à Göteborg pour se réconcilier avec Kurt Harmin.